# Zapasy na Letnich Igrzyskach Olimpijskich 1996 – kategoria do 68 kg w stylu klasycznym
Zmagania mężczyzn do 68 kg to jedna z dziesięciu męskich konkurencji w zapasach w stylu klasycznym rozgrywanych podczas Letnich Igrzysk Olimpijskich 1996. Pojedynki w tej kategorii wagowej odbyły się w dniach 20 – 21 lipca.

## Klasyfikacja[1]
| Pozycja | Nazwisko             | Kraj              |
| ------- | -------------------- | ----------------- |
| 1       | Ryszard Wolny        | Polska            |
| 2       | Ghani Yalouz         | Francja           |
| 3       | Aleksandr Trietjakow | Rosja             |
| 4       | Kamandar Madżydow    | Białoruś          |
| 5       | Biser Georgiew       | Bułgaria          |
| 6       | Grigoriy Pulyayev    | Uzbekistan        |
| 7       | Liubal Colás         | Kuba              |
| 8       | Valeri Nikitin       | Estonia           |
| 9       | Rodney Smith         | Stany Zjednoczone |
| 10      | Samvel Manukyan      | Armenia           |
| 11      | Yalçın Karapınar     | Turcja            |
| 12      | Ender Memet          | Rumunia           |
| 13      | Rustam Adży          | Ukraina           |
| 14      | Colin Daynes         | Kanada            |
| 15      | Marko Yli-Hannuksela | Finlandia         |
| 16      | Yasushi Miyake       | Japonia           |
| 17      | Anders Magnusson     | Szwecja           |
| 18      | Kim Yeong-il         | Korea Południowa  |
| 19      | Anwar Kandafil       | Maroko            |
| 20      | Tariel Melelaszwili  | Gruzja            |
| 21      | José Escobar         | Kolumbia          |
| 22      | Attila Repka         | Węgry             |

## Zasady[2]
- TO — Łopatki
- PP — Na punkty (Pokonany zdobył punkty)
- PO — Na punkty (Pokonany bez punktów)
- ST — Przewaga (10 punktów różnicy, pokonany bez punktów)
- SP — Przewaga (10 punktów różnicy, pokonany zdobył punkty)

## Wyniki

### Runda 1
|                      | Wynik |                  | Punkty |
| 1/16                 | 1/16  | 1/16             | 1/16   |
| -------------------- | ----- | ---------------- | ------ |
| Tariel Melelaszwili  | 2–4   | Liubal Colás     | 1–3 PP |
| Ender Memet          | 3–0   | Valeri Nikitin   | 4–0 TO |
| Yalçın Karapınar     | 3–0   | Samvel Manukyan  | 3–0 PO |
| Rodney Smith         | 6–1   | José Escobar     | 3–1 PP |
| Grigoriy Pulyayev    | 12–0  | Colin Daynes     | 4–0 ST |
| Anwar Kandafil       | 0–10  | Biser Georgiew   | 0–4 ST |
| Kamandar Madżydow    | 3–1   | Kim Yeong-il     | 3–1 PP |
| Marko Yli-Hannuksela | 6–2   | Rustam Adży      | 3–1 PP |
| Yasushi Miyake       | 4–2   | Anders Magnusson | 3–1 PP |
| Aleksandr Trietjakow | 0–8   | Ghani Yalouz     | 0–3 PO |
| Ryszard Wolny        | 6–1   | Attila Repka     | 3–1 PP |

### Runda 2
|                     | Wynik |                      | Punkty |
| 1/8                 | 1/8   | 1/8                  | 1/8    |
| ------------------- | ----- | -------------------- | ------ |
| Liubal Colás        | 3–0   | Ender Memet          | 3–0 PO |
| Yalçın Karapınar    | 1–12  | Rodney Smith         | 1–4 SP |
| Grigoriy Pulyayev   | 2–0   | Biser Georgiew       | 3–0 PO |
| Kamandar Madżydow   | 5–0   | Marko Yli-Hannuksela | 3–0 PO |
| Yasushi Miyake      | 0–10  | Ghani Yalouz         | 0–4 ST |
| Ryszard Wolny       |       | Bez walki            |        |
| Repasaże            |       |                      |        |
| Tariel Melelaszwili | 0–6   | Valeri Nikitin       | 0–4 TO |
| Samvel Manukyan     | 12–0  | José Escobar         | 4–0 ST |
| Colin Daynes        | 5–4   | Anwar Kandafil       | 3–1 PP |
| Kim Yeong-il        | 1–2   | Rustam Adży          | 1–3 PP |
| Anders Magnusson    | 2–9   | Aleksandr Trietjakow | 1–3 PP |
| Attila Repka        |       | Bez walki            |        |

### Runda 3
|                   | Wynik |                      | Punkty |
| 1/4               | 1/4   | 1/4                  | 1/4    |
| ----------------- | ----- | -------------------- | ------ |
| Ryszard Wolny     | 6–0   | Liubal Colás         | 3–0 PO |
| Rodney Smith      | 0–4   | Grigoriy Pulyayev    | 0–3 PO |
| Kamandar Madżydow |       | Bez walki            |        |
| Ghani Yalouz      |       | Bez walki            |        |
| Repasaże          |       |                      |        |
| Attila Repka      | 0–2   | Valeri Nikitin       | 0–4 TO |
| Samvel Manukyan   | 9–3   | Colin Daynes         | 3–1 PP |
| Rustam Adży       | 1–3   | Aleksandr Trietjakow | 1–3 PP |
| Ender Memet       | 4–9   | Yalçın Karapınar     | 1–3 PP |
| Biser Georgiew    | 1–1   | Marko Yli-Hannuksela | 3–1 PP |
| Yasushi Miyake    |       | Bez walki            |        |

### Runda 4
|                   | Wynik    |                      | Punkty   |
| Półfinał          | Półfinał | Półfinał             | Półfinał |
| ----------------- | -------- | -------------------- | -------- |
| Ryszard Wolny     | 3–0      | Grigoriy Pulyayev    | 3–0 PO   |
| Kamandar Madżydow | 1–4      | Ghani Yalouz         | 1–3 PP   |
| Repasaże          |          |                      |          |
| Yasushi Miyake    | 0–6      | Valeri Nikitin       | 0–3 PO   |
| Samvel Manukyan   | 0–5      | Aleksandr Trietjakow | 0–3 PO   |
| Yalçın Karapınar  | 0–5      | Biser Georgiew       | 0–3 PO   |
| Liubal Colás      | 3–2      | Rodney Smith         | 3–1 PP   |

### Runda 5
|                | Wynik    |                      | Punkty   |
| Repasaże       | Repasaże | Repasaże             | Repasaże |
| -------------- | -------- | -------------------- | -------- |
| Valeri Nikitin | 0–4      | Aleksandr Trietjakow | 0–3 PO   |
| Biser Georgiew | 4–0      | Liubal Colás         | 3–0 PO   |

### Runda 6
|                   | Wynik    |                      | Punkty   |
| Repasaże          | Repasaże | Repasaże             | Repasaże |
| ----------------- | -------- | -------------------- | -------- |
| Grigoriy Pulyayev | 0–6      | Aleksandr Trietjakow | 0–3 PO   |
| Biser Georgiew    | 1–3      | Kamandar Madżydow    | 1–3 PP   |

### Finały[12]
|                      | Wynik            |                   | Punkty           |
| O siódme miejsce     | O siódme miejsce | O siódme miejsce  | O siódme miejsce |
| -------------------- | ---------------- | ----------------- | ---------------- |
| Valeri Nikitin       | 1–6              | Liubal Colás      | 1–3 PP           |
| O piąte miejsce      |                  |                   |                  |
| Grigoriy Pulyayev    | 1–2              | Biser Georgiew    | 1–3 PP           |
| O brązowy medal      |                  |                   |                  |
| Aleksandr Trietjakow | 4–0              | Kamandar Madżydow | 3–0 PO           |
| Finał                |                  |                   |                  |
| Ryszard Wolny        | 7–0              | Ghani Yalouz      | 3–0 PO           |